# 효순태후
효순황태후 유씨(孝純皇太后 劉氏, 만력 21년(1593년) ~ 만력 42년(1615년))는 태창제의 후궁이자 숭정제의 생모이다. 해주위(海州衛)출신이며, 아버지는 유응원(劉應元)이며, 어머니는 서씨(徐氏)이다.
만력제 때, 궁녀로 입궁을 한 후에 황자 주상락(朱常洛)의 후궁이 되어서 숙녀(淑女)로 봉하였다. 만력 38년 12월 24일(1611년 2월 6일), 황손 주유검(朱由檢)을 순산하였으나, 5년 후에 숙녀 유씨는 서거한다. 천계제가 즉위한 이후에, 주유검은 신왕(信王)으로 봉해지고, 숙녀 유씨는 현비(賢妃)로 책봉되었다.
신왕 주유검이 숭정제로 즉위한 직후, 추존 현비 유씨는 황태후로 추존하면서 효순공의숙목장정비천육성황태후(孝純恭懿淑穆莊靜毘天毓聖皇太后)로 시호를 올렸고, 무덤을 태창제가 묻힌 경릉(慶陵)으로 이장하였다.

## 참고문헌
- Zhang Tingyu, 편집. (1739). “《明史》卷一百十四 列传第二” [History of Ming, Volume 114, Historical Biographies 2]. 《Lishichunqiu Net》 (중국어). Lishi Chunqiu. 2017년 6월 22일에 확인함.